# سليمان الهتلان
سليمان الهتلان هو إعلامي وكاتب إماراتي، شغل منصب الرئيس التنفيذي للمنتدى الاستراتيجي العربي بدبي لخمس سنوات، وعمل قبل ذلك رئيساً لتحرير مجلة فوربس وكان أيضاً رئيسا لمنتدى فوربس للقيادات التنفيذية بالشرق الأوسط الذي عقد في الدوحة في العام 2007. يشغل حالياً منصب الرئيس التنفيذي لشركة (هتلان ميديا) ومقرها دولة الإمارات العربية المتحدة، وهي شركة متخصصة في الدراسات الإعلامية واستطلاعات الرأي. الهتلان يقدم برنامج (حديث العرب) على قناة سكاي نيوز عربية.

## العمل الإعلامي
- عمل سليمان الهتلان في الصحافة السعودية ومع الإعلام الأمريكي لسنوات طويلة، كما عمل مستشاراً لعدد من وسائل الإعلام الدولية.
- بعد أحداث الحادي عشر من سبتمبر الإرهابية، نشر الهتلان مقالات مهمة في صفحات الرأي لصحف أمريكية رئيسية مثل النيويورك تايمز، الواشنطن بوست ويو إس إيه توداي و(ميامي هيرالد) كما كتب مقالاً أسبوعياً في صحيفة الوطن السعودية متناولاً شؤون اجتماعية وسياسية واقتصادية في وطنه السعودية والعالم العربي.
- تسلّم رئاسة تحرير مجلة فوربس العربيّة في آذار/مارس 2005 وحتى سبتمبر/أيلول 2007.
- أعد وقدم برنامج على قناة الحرة اسمه: حديث الخليج ويرى الهتلان في قيادته السابقة لفريق التحرير في مجلة فوربس العربية التي رأس تحريرها فرصة للكتابة عن أفكار إبداعية وجديدة في حقل الأعمال والتنمية الاقتصادية والإنسانية في العالم العربي.
- اختير عضوا في مجلس مستقبل الإعلام في قمة المجالس العالمية التابعة للمنتدى الاقتصادي العالمي - دافوس.
- هو أول عربي يختار عضواً في هيئة مجلس التحرير لمجلة السياسات العالمية الأمريكية.
- هو يقيم في العاصمة أبوظبي حيث يدير مشاريعه الإعلامية التي منها «حديث العرب» على قناة سكاي نيوز عربية بالإضافة لعضويته في مجالس عدد من المؤسسات في الإمارات وخارجها.
- كاتب مقال أسبوعي ينشر في عدد من الصحف العربية، منها صحيفة البيان الإماراتية من ديسمبر 2010 إلى نوفمبر 2011 وفي صحيفة الشرق السعودية منذ ديسمبر 2011 إلى ديسمبر 2012.[3]
- قدم برنامجاً تلفزيونياً اسمه "المنتدى" على قناة دبي.
- عضو مجلس التحرير بمجلة الوورد بولسي جورنال الصادرة من نيويورك.
- عضو في مجلس تحرير قناة سكاي نيوز عربية ومقرها أبوظبي.

## التعليم
بعد حصوله على شهادة في الصحافة من جامعة الملك سعود في الرياض، وكتابته لعدّة تقارير صحفية من أفغانستان، العراق، وإجراء تحقيقات صحفية ميدانية في السعودية، أنهى الهتلان تعليمه العالي في جامعات عدّة في الولايات المتحدة منها: جورج تاون، هوارد، وهارفارد. وفي عام 2000-2001.
حصل على عضوية برنامج نيمان للصحافة من جامعة هارفارد وأصبح زميل نيمان ضمن عدد من الإعلاميين الأمريكيين والدوليين المهمين.
أتاحت له علاقته في قسم دراسات الشرق الأوسط في جامعة هارفارد زميلاً ما بعد الدكتوراه من 2001 إلى 2004 -، لأن يتواصل مع وسائل إعلامية أميركية ودولية للتعليق والكتابة حول شؤون عربية ودولية متنوعة.

## المؤلفات
- «الشارع يا فخامة الرئيس»، 2011.[4]
- «تجارب ملهمة: 30 شخصية عالمية»، 2014.[5]
- «أين تفجر نفسك هذا المساء»، 2015.[6]
- «أبطال فوق العادة: كيف تألقوا في الملاعب وخارجها»، 2015.[7]
- «عاصفة الحزم.. إعادة الأمل»، 2015. وهو كتاب مصور يوثق بالصورة بعض فصول عاصفة الحزم.[8]

## النشاط في تويتر
يؤمن سليمان الهتلان بدور وسائل الإعلام الاجتماعي في إحداث التغيير لذلك فهو ناشط على موقع تويتر ووضعته مجلة فوربس الشرق الأوسط في المرتبة 87 ضمن قائمة «أكثر 100 شخصية عربية حضورا على تويتر».

## وصلات خارجية
- حساب سليمان الهتلان الرسمي في تويتر
- مقالات سليمان الهتلان في البيان الإماراتية
- مقالات سليمان الهتلان في العربية نت
- مقالات سليمان الهتلان في الشرق